# Atractomorpha melanostriga
Atractomorpha melanostriga är en insektsart som beskrevs av Bi, D. 1981. Atractomorpha melanostriga ingår i släktet Atractomorpha och familjen Pyrgomorphidae. Inga underarter finns listade i Catalogue of Life.